# Fort Frontenac
Fort Frontenac fu una trading post e fortezza militare francese costruita nel 1673 alla foce del fiume Cataraqui nel punto in cui il San Lorenzo esce dal lago Ontario (in quella che oggi è l'estremità occidentale del La Salle Causeway), in un punto tradizionalmente noto come Cataraqui. Oggi vi sorge Kingston (Ontario). La fortezza originale, una semplice palizzata in legno, fu inizialmente chiamata Fort Cataraqui, poi rinominata in onore di Louis de Buade de Frontenac, governatore della Nuova Francia, responsabile della sua costruzione. La fortezza viene spesso citata nelle fonti come Fort Cataraqui.

## Storia

### Costruzione e primo utilizzo
L'obiettivo di Fort Frontenac era il controllo del lucrativo commercio di pelli nel bacino dei Grandi Laghi ad ovest e nello Scudo canadese a nord. Fu uno dei numerosi avamposti francesi creato sui Grandi Laghi ed in Mississippi. La fortezza avrebbe dovuto essere un muro contro gli inglesi che lottavano con i francesi per il commercio delle pelli. Un'altra utilità del forte fu la fornitura di rifornimenti e rinforzi ad altre installazioni della regione dei Grandi Laghi e della valle dell'Ohio a sud. Frontenac sperava che il forte gli avrebbe permesso di svolgere i propri affari.

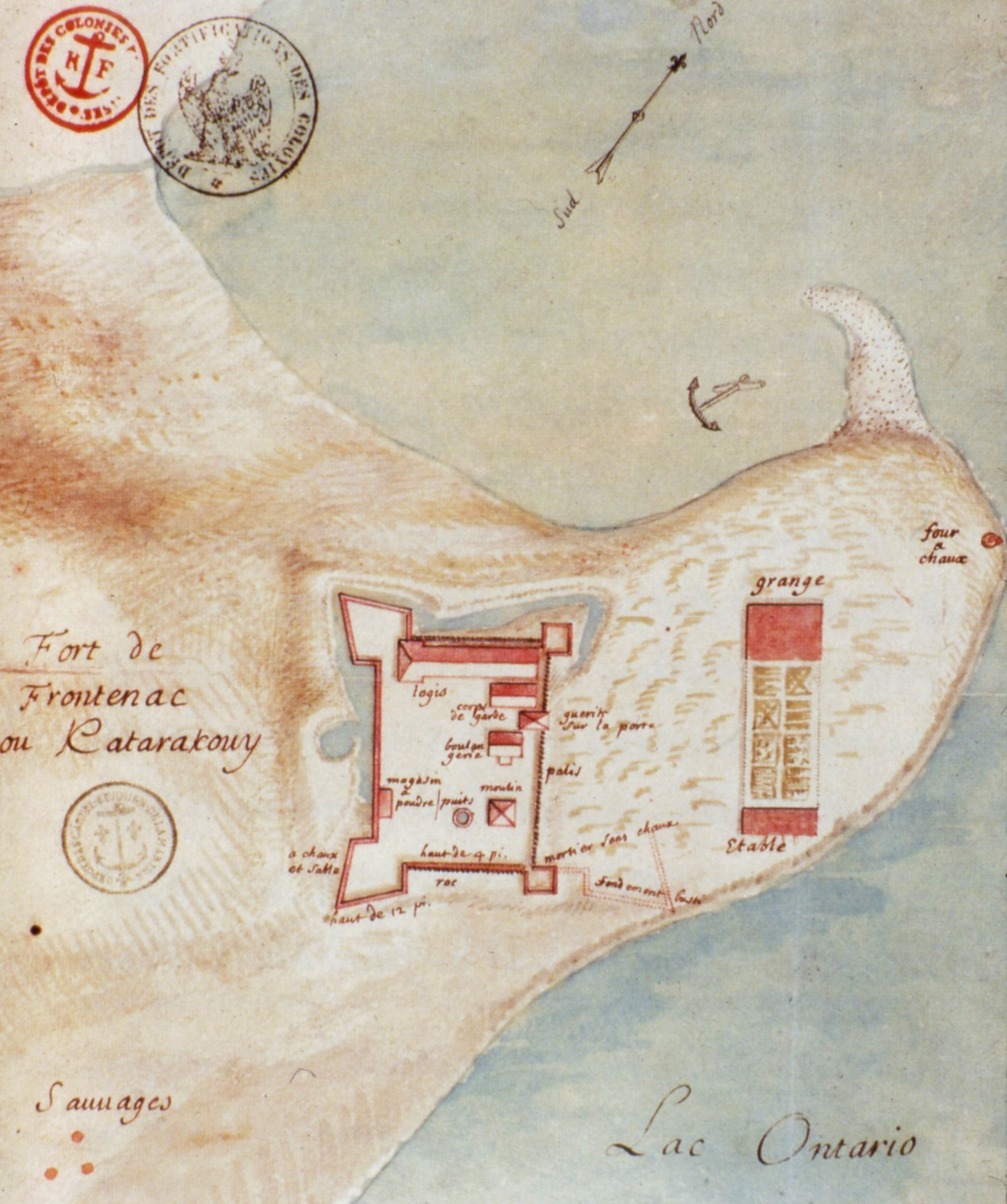
Piantina di Fort Frontenac, 1685

La fortezza fu costruita per proteggere una piccola baia riparata (la "cannotage") che i francesi usavano come porto per le navi lacustri. A differenza della rotta delle pelli sul fiume Ottawa, accessibile solo con le canoe, i grandi vascelli avrebbero potuto facilmente navigare i laghi. Il costo del trasporto di pelli, beni e rifornimenti si sarebbe abbassato.
A René Robert Cavelier de La Salle, che si assunse la responsabilità del forte nel 1675, furono concessi i privilegi di signoraggio nei dintorni del forte. In cambio La Salle sarebbe stato obbligato a ricostruire la struttura. I bastioni ed un muro in pietra furono costruiti per rinforzare le difese, e la palizzata in legno fu ricostruita. Fu anche necessario attirare i coloni tramite la costruzione di una cappella e di una missione. Una descrizione della fortezza scritta nel XVII secolo dice:
La Salle usò Fort Frontenac come base per le esplorazioni dell'interno dell'America del Nord.

### Assedio irochese e ricostruzione
Le rivalità nel commercio di pelli portarono a frizioni tra francesi ed Irochesi. Un trattato di pace fu firmato nel 1667, ma durò solo fino agli anni 1680. Nel 1687 il marchese di Denonville iniziò una campagna contro gli Irochesi e reclutò un esercito per raggiungere il territorio Seneca a sud del lago Ontario. Per zittire le voci sulle sue vere motivazioni, Denonville disse che stava solo viaggiando per un consiglio di pace a Fort Frontenac. Quando Denonville ed il suo esercito risalirono il San Lorenzo verso la fortezza, molti Irochesi, tra cui donne e bambini molti dei quali amici dei francesi, furono catturati ed imprigionati a Fort Frontenac dall'intendente de Champigny, apparentemente per impedirgli di comunicare al loro popolo la posizione delle truppe di Denonville. Alcuni furono mandati in Francia per essere usati come schiavi da galea. Le truppe di Denonville ed i nativi alleati attaccarono i Seneca.
Per rappresaglia gli Irochesi attaccarono numerosi insediamenti francesi, compreso Fort Frontenac. La fortezza e l'insediamento di Cataraqui furono assediati per due mesi nel 1688. Nonostante la fortezza non sia stata distrutta, l'insediamento fu devastato e molti difendenti morirono, soprattutto a causa dello scorbuto. I francesi abbandonarono e distrussero la fortezza nel 1689, affermando che la sua lontananza ne rendeva difficile la difesa e che non poteva essere adeguatamente rifornito. I francesi ripresero possesso della fortezza nel 1695, la ricostruirono e la rafforzarono per fungere da base militare. Da Fort Frontenac nel 1696 i francesi organizzarono l'attacco agli Irochesi che abitavano le zone a sud del lago Ontario.
L'aumento delle tensioni tra inglesi e francesi negli anni 1740 portarono la Francia ad aumentare le difese della fortezza aggiungendo nuovi cannoni, costruendo nuove baracche ed aumentando la dimensione della guarnigione. Nonostante i miglioramenti apportati l'importanza strategica della fortezza diminuì gradualmente. Altre fortezze come Fort Niagara, Fort Detroit e Fort Michilimackinac divennero più importanti. Negli anni 1750 Fort Frontenac servì solo come deposito di rifornimenti e porto, e la sua guarnigione fu ridotta.

### Battaglia di Fort Frontenac

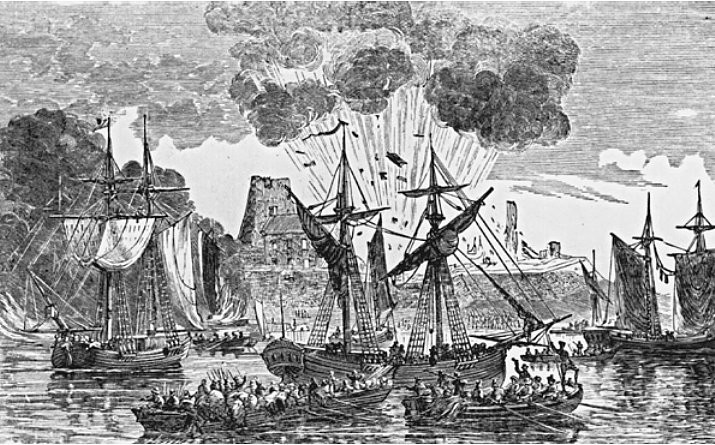
Battaglia di Fort Frontenac, 1758. Incisione di J. Walker

Durante la guerra dei sette anni tra Gran Bretagna e Francia per il controllo del continente nordamericano, i britannici considerarono Fort Frontenac una minaccia strategica trovandosi in una posizione in cui avrebbe potuto controllare trasporti e comunicazioni verso altre fortificazioni ed avamposti francesi lungo la rotta San Lorenzo-Grandi Laghi fino alla valle dell'Ohio. Nonostante non fosse più importante come un tempo, il forte era ancora una base per i rifornimenti. I britannici capirono che, se avessero messo fuori uso Fort Fortenac, agli altri avamposti sarebbero mancati i rifornimenti. Il commercio indiano nelle regioni settentrionali (i Pays d'en Haut) sarebbe stato annullato.
Fort Frontenac era considerato anche una minaccia per Fort Oswego, costruito dai britannici sul lago di fronte a Fort Frontenac nel 1722 per sottrarre a Fort Frontenac il commercio indiano, ed in seguito divenne un'installazione militare. Infatti Louis-Joseph de Montcalm usò Fort Frontenac come base per l'attacco alle fortificazioni di Oswego nell'agosto 1756.

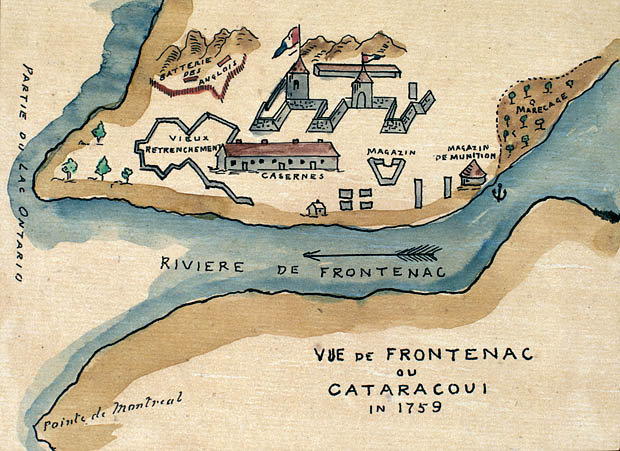
"Panorama di Frontenac o Cataracoui nel 1759". Mappa raffigurante Fort Frontenac. Notare la posizione delle "Batterie des Anglais" (batterie inglesi) in alto a sinistra

I britannici speravano anche che conquistando il forte avrebbero sollevato morale ed onore delle truppe, crollato dopo la sconfitta di Fort Ticonderoga (Fort Carillon) del luglio 1758.
Nell'agosto 1758 i britannici del tenente colonnello John Bradstreet partirono da Fort Oswego con poco più di 3000 uomini ed attaccarono Fort Frontenac. La guarnigione difensiva, 110 uomini comandati da Pierre-Jacques Payen de Noyan et de Chavoy, si arrese e fu costretta ad andarsene. Bradstreet conquistò i rifornimenti della fortezza, nove navi francesi e distrusse buona parte del forte. Ripartì subito per evitare altri scontri con i francesi.
Per i britannici Fort Oswego era stato reso sicuro e la reputazione dell'esercito ristabilita. Per i francesi la perdita della fortezza fu considerata solo un temporaneo regresso.'La resa di Fort Frontenac non bloccò le comunicazioni ed i trasporti francesi verso ovest dato che esistevano altre rotte disponibili (ad esempio la rotta su fiume Ottawa e lago Huron). I rifornimenti potevano partire verso ovest da altre fortezze (come Fort de La Présentation). Sul lungo termine la resa compromise il prestigio francese tra gli indiani, che fu uno dei principali fattori che portò alla sconfitta della Nuova Francia in America del Nord. Dato che la fortezza non fu più considerata importante dai francesi, non fu più ricostruita e fu abbandonata per i successivi 25 anni.
Il potere imperiale francese era in declino alla fine degli anni 1750, e dal 1763 la Francia si ritirò dalla terraferma nordamericana. Cataraqui ed i resti di Fort Frontenac furono lasciati ai britannici.

### Ricostruzione e tempi moderni

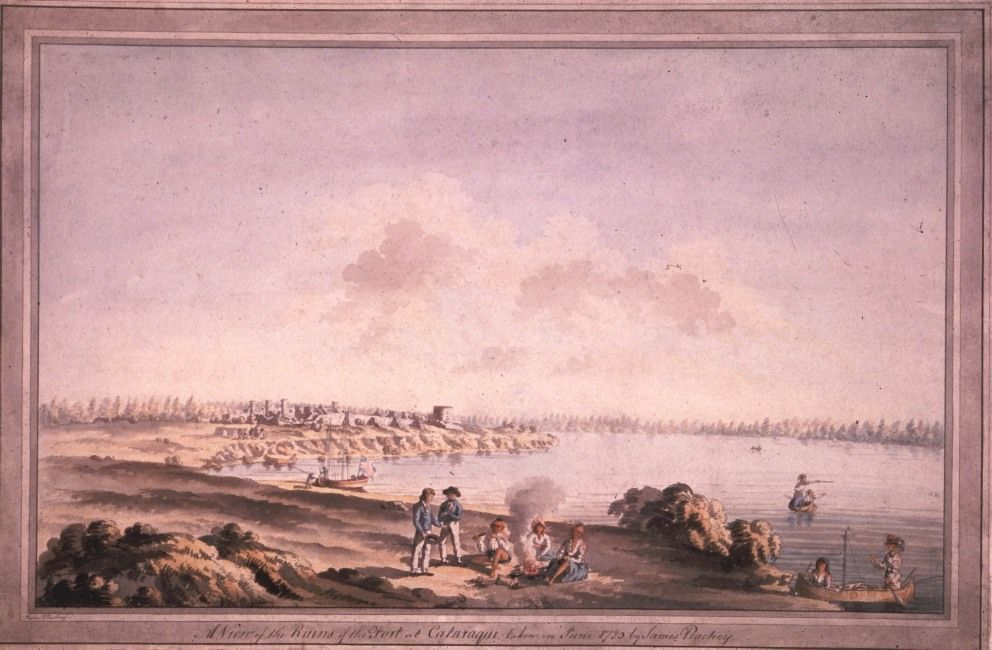
"A View of the Ruins of the Fort at Cataraqui 1783". Acquerello di James Peachey

I Lealisti dell'impero che erano fuggiti dagli Stati Uniti d'America dopo la guerra d'indipendenza americana formarono una comunità nelle vicinanze della fortezza e lungo il fiume Cataraqui. Per proteggere la crescente popolazione di Cataraqui (rinominata in Kingston) dagli attacchi statunitensi, i britannici ricostruirono parzialmente Fort Frontenac nel 1783 in modo da ospitare una guarnigione. Nell'ottobre 1783 furono completati una fornace di calce, un ospedale, baracche, quartieri per gli ufficiali, magazzini ed un panificio. Nel 1787 il forte ricostruito divenne famoso come Tête-de-Pont. Durante la guerra anglo-americana la fortezza fu il centro delle attività militari a Kingston, avendo ospitato molti soldati. Molti degli attuali edifici militari furono costruiti tra il 1821 ed il 1824.

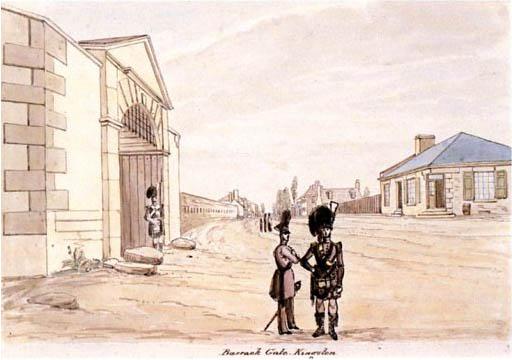
Entrata di Tête-de-Pont di James Pattison Cockburn, circa 1830

Dopo il ritiro dei britannici da molti avamposti canadesi nel 1870-1871, la milizia autorizzò la costruzione di due batterie di artiglieria per la difesa e l'addestramento. La scuola d'artiglieria della batteria "A" fu fondata a Tête-de-Pont Barracks ed in altri luoghi di Kingston (La "B" si trovava in Quebec). Queste batterie furono note come reggimento d'artiglieria canadese. Quando il reggimento si evolse nella Royal Canadian Horse Artillery (RCHA) il suo quartier generale fu a Tête-de-Pont dal 1905 al 1939. Dopo che la RCHA si sciolse durante la seconda guerra mondiale, la fortezza fu usata come deposito di personale. Nel 1939 il sito riprese il nome di Fort Frontenac. Il Canadian Army iniziò ad addestrarsi a Fort Frontenac quando il Canadian Army Staff College si trasferì al forte dalla vecchia sede del Royal Military College nel 1948. Il college è ora chiamato Canadian Army Command and Staff College. Fort Frontenac fu anche la sede del National Defence College fino al 1994.
Fort Frontenac fu dichiarato National Historic Site of Canada nel 1923.

## Archeologia
Nel 1982 iniziò uno studio archeologico nella fortezza. Nella primavera del 1984 la città di Kingston modificò l'incrocio tra le strade Ontario e Place d'Armes in modo che il bastione nordoccidentale (Bastion St. Michel) e il muro di cortina potessero essere scavati e parzialmente ricostruiti. La ricerca fornì importanti dettagli sullo sviluppo e l'utilizzo della fortezza e delle vicinianze, ed aiuto a tracciare la relazione tra i resti fisici e le informazioni incluse nelle mappe e nelle cartine.